# Ordine di Ismail
L'Ordine di Ismail (Nishan al-Ismail) era un ordine cavalleresco e un'onorificenza di stato del Regno d'Egitto.

## Storia
L'ordine fu fondato il 14 aprile 1915 dal Sultano Ḥusayn Kāmil per premiare gli eminenti servizi resi allo stato egiziano sia dai propri cittadini che da sudditi stranieri. Intitolato al Chedivè Ismail Pasha, era suddiviso in quattro classi:
- Gran Cordone dell'Ordine di Ismail Pasha (30 destinatari)
- Gran Ufficiale dell'Ordine di Ismail Pasha (75 destinatari)
- Commendatore dell'Ordine di Ismail Pasha (150 destinatari)
- Ufficiale dell'Ordine di Ismail Pasha (300 destinatari)

Tale ordine fu dichiarato estinto nel 1953, con la proclamazione della Repubblica d'Egitto da parte del generale Muhammad Naguib.

## Insigniti notabili
- Dwight D. Eisenhower
- Fārūq I d'Egitto
- Fuʾād I d'Egitto
- Fuʾād II d'Egitto
- Eugenio Griffini
- Ḥusayn Kāmil
- Romolo Polacchini
- Hussein Refki Pasha
- Kigeli V del Ruanda
- Gaetano Catalano Gonzaga